# Amatitlania
Amatitlania — невеликий рід цихлових, що походить з Центральної Америки. Рід наразі налічує 9 види. Він тісно пов'язаний з родами Archocentrus та Cryptoheros, і містить чорносмугу цихліду, що раніше належала до цих родів. Рід був описаний Juan Schmitter-Soto в 2007 році і спирається на вивченні комплексу Archocentrus.

## Види
- Amatitlania altoflava (Allgayer 2001)
- Amatitlania coatepeque Schmitter-Soto 2007, з озера Коатепек (Lake Coatepeque) в Ель Сальвадорі
- Amatitlania kanna Schmitter-Soto 2007, з Атлантичного узбережжя Панами
- Amatitlania myrnae (Loiselle 1997)
- Amatitlania nanolutea (Allgayer 1994)
- Amatitlania nigrofasciata (Günther 1867) — чорносмуга цихлазома, поширений від Сальвадору до Гватемали зі сторони Тихого океану в Центральній Америці та з Гондурасу до Гватемали біля Атлантичного океану.
- Amatitlania sajica (Bussing 1974)
- Amatitlania septemfasciata (Regan 1908)
- Amatitlania siquia Schmitter-Soto 2007, — гондураська червоно-крапкова чорносмуга цихліда (Honduran Red Point Convict), від Атлантичного Гондурасу до Коста-Рики.